# Scopula terrearia
Scopula terrearia är en fjärilsart som beskrevs av Paul Mabille 1900. Scopula terrearia ingår i släktet Scopula och familjen mätare. Inga underarter finns listade.